# 亀田達也
亀田 達也（かめだ たつや、1960年- ）は、日本の心理学者。東京大学大学院人文社会系研究科教授。実験社会科学、社会心理学、行動生態学を専門とする。

## 経歴
東京都生まれ。1982年、東京大学文学部社会心理学科卒業。1984年、同大学院修士課程修了。1989年、イリノイ大学心理学科（Department of Psychology）にてPh.D.取得。
1989年、東京大学文学部助手。1991年、東洋大学社会学部講師。1994年、北海道大学文学部助教授。2000年、同文学研究科教授。2012年、北海道大学社会科学実験研究センター長 (兼務)。2014年、東京大学大学院人文社会系研究科教授。
1997年から翌年までコロラド大学ボルダー校およびノースウェスタン大学でフルブライト・フェロー。2001年、マックス・プランク研究所研究員（DAAD Fellow）。2008年から翌年まで、スタンフォード大学行動科学高等研究センターにてレジデンシャル・フェロー。
2014年10月から2020年9月まで日本学術会議第一部会員。

## 著書

### 単著
- 『合議の知を求めて―グループの意思決定』共立出版、1997年。
- 『モラルの起源　実験社会科学からの問い』岩波新書、2017年。
- 『連帯のための実験社会科学　共感・分配・秩序』岩波書店、2022年。

### 共編著
- 村田光二共著『複雑さに挑む社会心理学―適応エージェントとしての人間』有斐閣、2000年。
- 佐伯胖共編著『進化ゲームとその展開』共立出版、2002年。
- M. Schaller; S. Heine; T. Yamagishi; T. Kameda (Eds.) (2010). Evolution, culture, and the human mind. New York: Psychology Press
- 石黒広昭共編著『文化と実践』新曜社、2010年。
- 山岸俊男共編著『社会のなかの共存 (岩波講座 コミュニケーションの認知科学, 第4巻)』岩波書店、2014年。
- 『岩波講座コミュニケーションの認知科学』全5巻　安西祐一郎,今井むつみ,入來篤史,梅田聡,片山容一,開一夫,山岸俊男と編集委員 岩波書店 2014
- 編著『「社会の決まり」はどのように決まるか (フロンティア実験社会科学, 第6巻)』勁草書房、2015年。